# Лорюнс
Лорюнс (нім. Lorüns) — містечко й громада округу Блуденц в землі Форарльберг, Австрія.
Лорюнс лежить на висоті 583 м над рівнем моря і займає площу 8,34 км². Громада налічує 281 мешканців. 
Густота населення 34/км².
Округ Блуденц лежить на півдні Фаральбергу і межує зі Швейцарією. Місцеве  населення, як і мешканці всього Форальбергу, розмовляє алеманським діалектом німецької мови, а тому ближче до швейцарців, ніж до населення більшої частини Австрії, яке розмовляє баварсько-австрійським діалектом. Основною індустрією Форальбергу є спортивний туризм, і кожен населений пункт має розвинуту інфраструктуру: транспорт, готелі тощо.
|                                 |
| Лорюнс на мапі округу та землі. |

 Адреса управління громади: Lorüns 1, 6700 Lorüns.
Лорюнс дуже маленька громада. У ній нема навіть дитячого садка.

## Демографія
Історична динаміка населення міста за даними сайту Statistik Austria